# Bethlen Gábor (politikus)
Gróf bethleni Bethlen Gábor (Nagyszeben, 1836. június 16. – Keresd, 1897. június 25.) politikus, országgyűlési képviselő, főispán.

## Élete
A kolozsvári református kollégiumban, és a Budapesti Egyetemen végzett jogot. 1859-ben Genfbe távozott és részt vállalt a Kossuth Lajos által irányított emigrációs szervezkedésekben.
1862-től Giuseppe Garibaldi pártján küzdött az olasz felszabadítási harcokban. 1863-ban hazatért. 
1865-1866-ben részt vett Erdély utolsó országgyűlésén. 1868-1871 között Felső-Fehér-, 1875-ben Kis-Küküllő-, 1876-1890 között pedig Nagy-Küküllő vármegye főispánja volt. 1890-1896 között előbb szabadelvű, később nemzeti párti országgyűlési képviselő. Az 1877-es székely puccs alatt a kormánnyal szembemenve védte a puccs szervezőit. 1885-ben egyik alapítója és haláláig elnöke volt az Erdélyi Magyar Közművelődési Egyesületnek (EMKE).